# Lisie Jamy (województwo świętokrzyskie)
Lisie Jamy – wieś w Polsce położona w województwie świętokrzyskim, w powiecie kieleckim, w gminie Mniów.
W latach 1975–1998 miejscowość administracyjnie należała do województwa kieleckiego.
Wierni Kościoła rzymskokatolickiego należą do parafii Parafia Przemienienia Pańskiego w Grzymałkowie

## Historia
Lisie Jamy w wieku XIX – osada w powiecie koneckim, gm. Miedzierza, parafii Grzymałków od Końskich odległe 21 wiorst.
W roku 1883 było tu 9 domów 68 mieszkańców na  144 morgach  włościańskich i 3 morgach rządowych.